# Who’s Your Daddy? (песня Lordi)
«Who's Your Daddy?» — второй сингл группы Lordi из третьего альбома The Arockalypse, вышедший в 2006 году. Песня достигла первой строчки в финских сингл-чартах. Также вышла специальная немецкая версия сингла, содержащая больше композиций, чем финская. Также на песню был снят музыкальный клип. 
Как и на самом альбоме The Arockalypse на обложке изображён OX, но на самом деле партии бас-гитары сыграл Kalma.

## Список композиций

### Финская версия
1. Who’s Your Daddy? (Decapitated Radio Edit)
2. Who’s Your Daddy? (Neutered Version)
3. Devil Is A Loser (Live Version)

### Специальное немецкое издание
1. Who’s Your Daddy? (Decapitated Radio Edit)
2. EviLove (Previously Unreleased)
3. They Only Come Out At Night
4. Devil Is A Loser (Live Version)

## Чарты
9 сентября 2006 года «Who's Your Daddy?» занял первую позицию в финском сингл-чарте, однако быстро вышел из Топ-20. 22 августа 2006 занял #14 позицию в Швеции и #21 — 23 августа 2006 в Австрии. 26 августа 2006 года занят #33 позицию в Германии. 

## Участники записи
- Mr. Lordi — вокал
- Amen — гитара
- Kalma — бас-гитара
- Awa — клавишные
- Kita — ударные